# پنجاه و نهمین دوره جوایز بفتا
پنجاه و نهمین دورهٔ جوایز بفتا  در سال ۲۰۰۶ در لندن بریتانیا برگزار شد که کوهستان بروکبک ساخته انگ لی برنده بهترین فیلم سال شد. فیلیپ سیمور هافمن نیز برای فیلم کاپوتی اولین بفتای خود را گرفت. جرج کلونی در ۴ رشته کاندیدای بفتا شد. وی برای بهترین کارگردانی، بهترین فیلم‌نامه، بهترین بازیگر مکمل مرد برای فیلم‌های شب به خیر و موفق باشید و سیریانا کاندیدای بفتا شد.

## نامزدی‌ها و جوایز
| بهترین فیلم | بهترین کارگردانی |
| --- | --- |

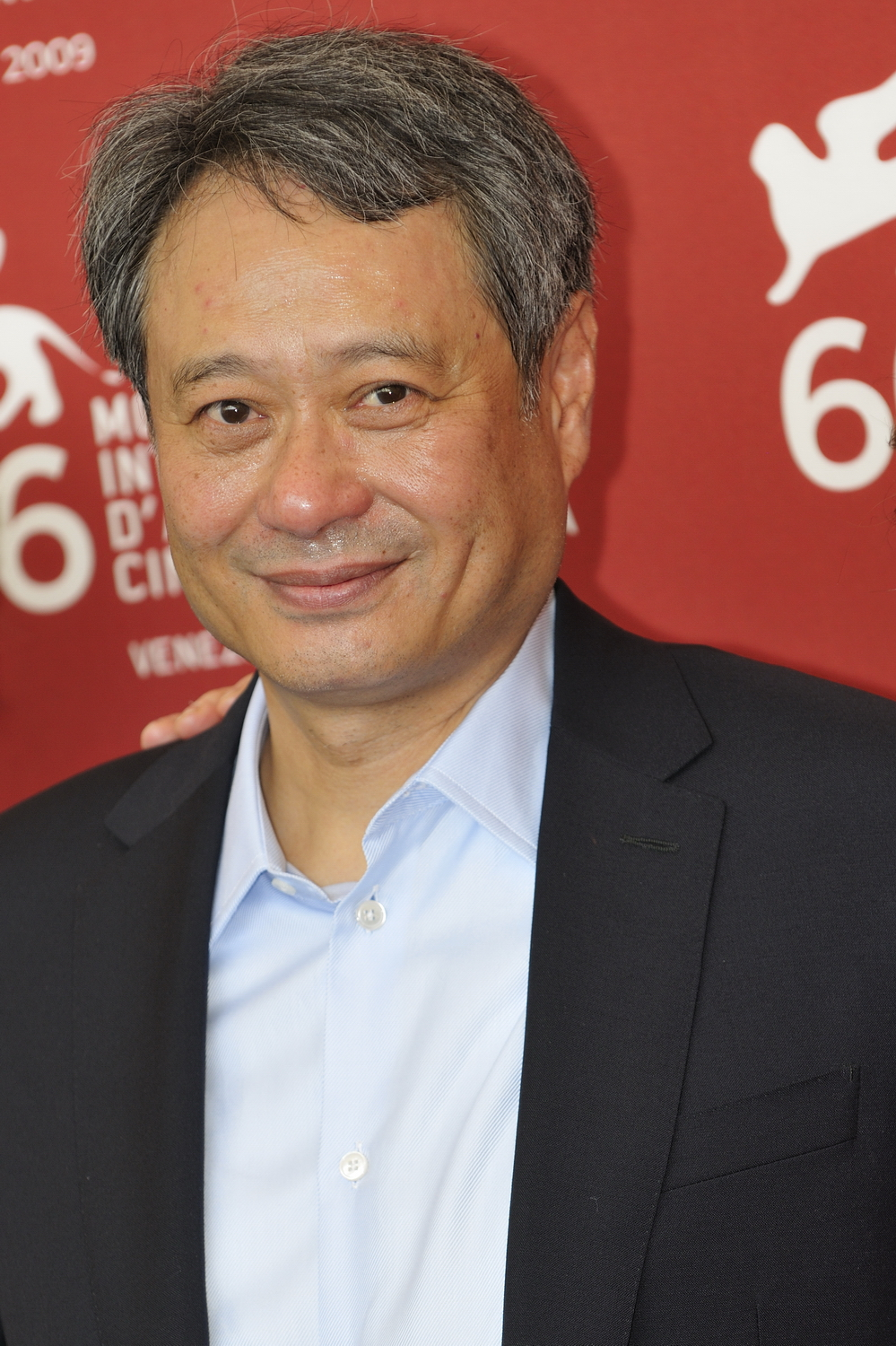
انگ لی، برنده بهترین کارگردانی

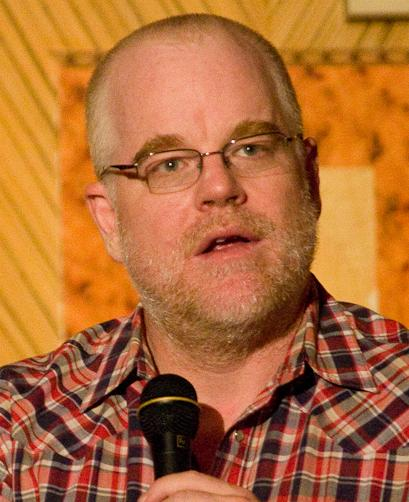
فیلیپ سیمور هافمن، برنده بهترین بازیگر نقش اول مرد

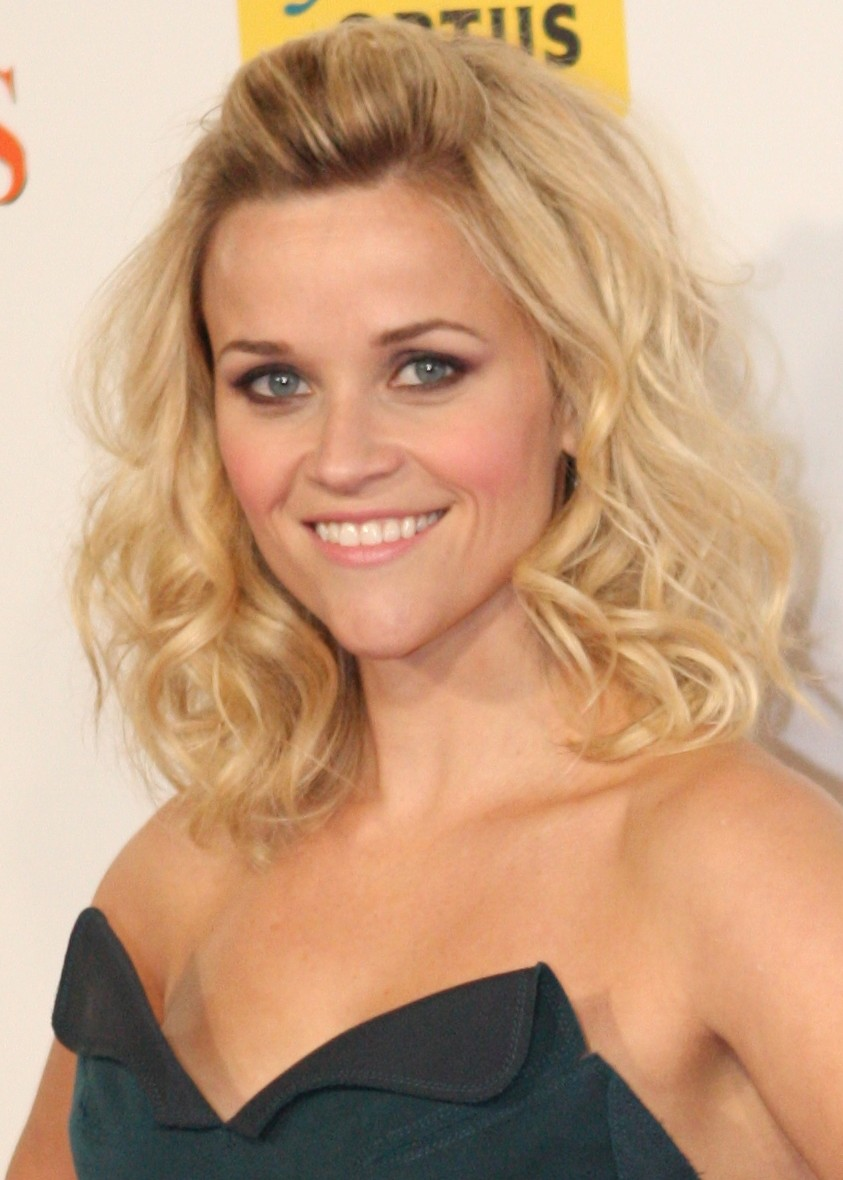
ریس ویترسپون، برنده بهترین بازیگر نقش اول زن

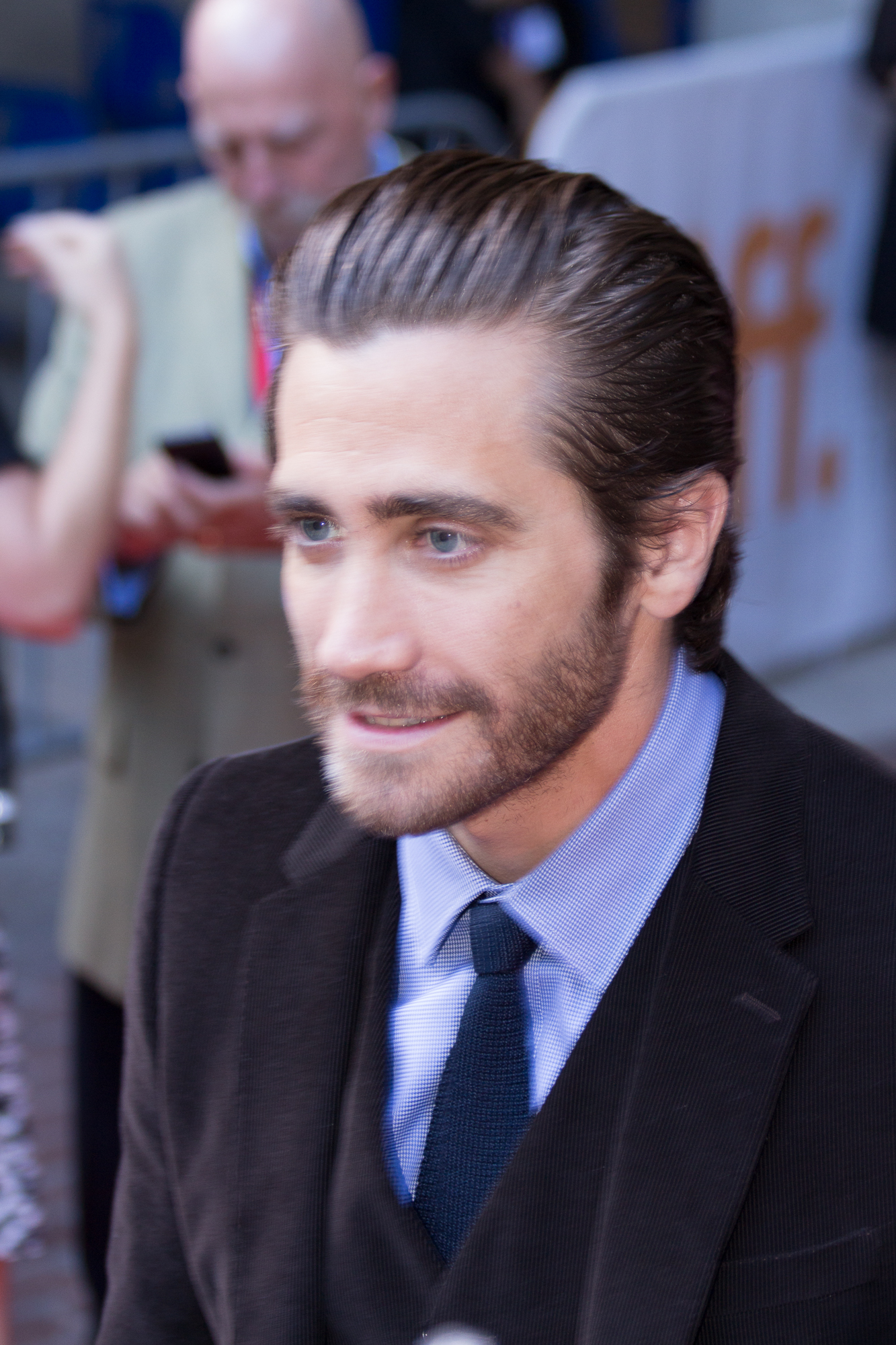
جیک جیلنهال، برنده بهترین بازیگر نقش مکمل مرد

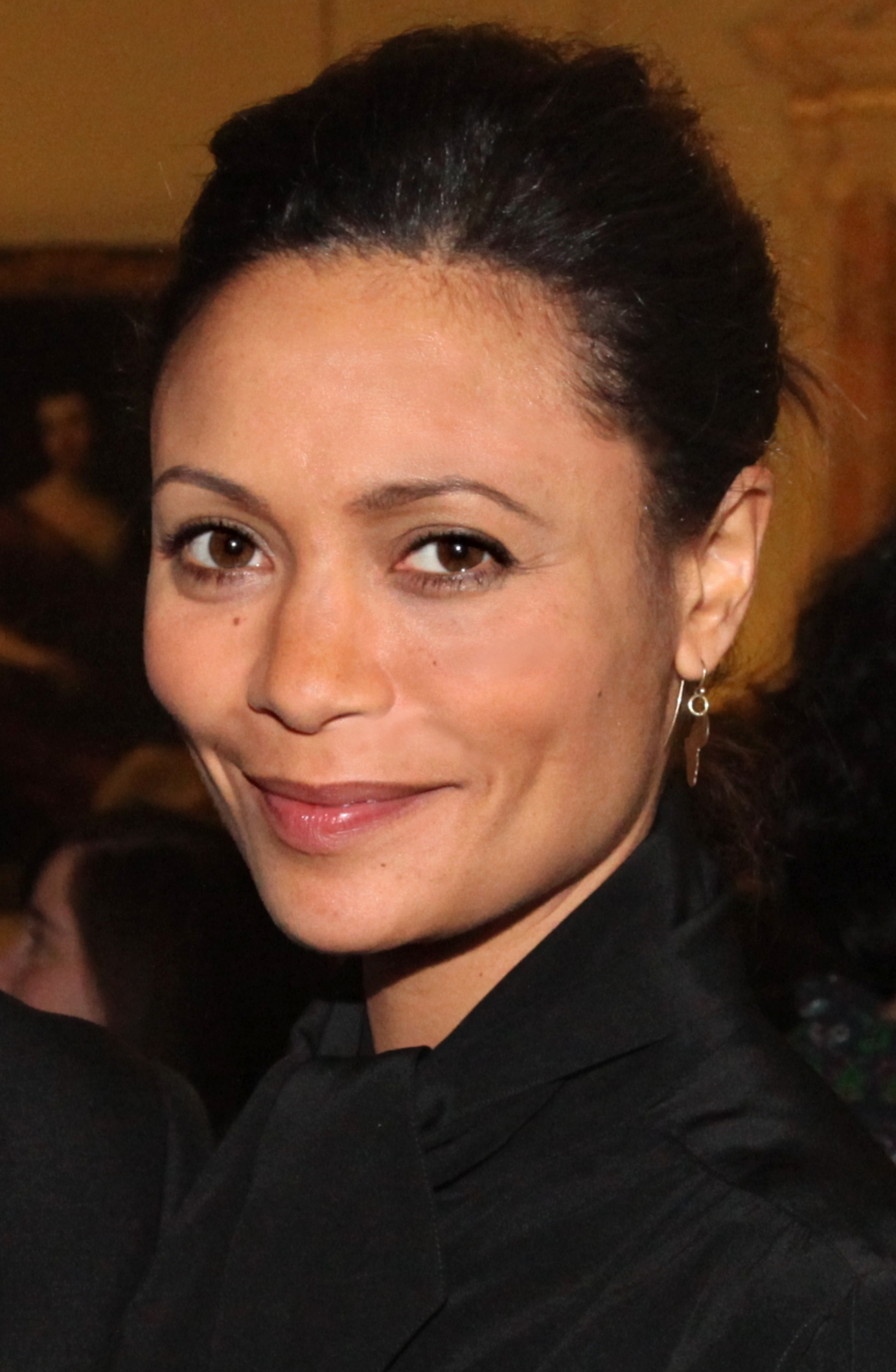
تندی نیوتون، برنده بهترین بازیگر نقش مکمل زن

| کوهستان بروکبک - کاپوتی - تصادف - باغبان وفادار - شب به خیر و موفق باشید. | انگ لی برای کارگردانی کوهستان بروکبک - جرج کلونی برای کارگردانی شب به خیر و موفق باشید. - پل هگیس برای کارگردانی تصادف - فرناندو میرلس برای کارگردانی باغبان وفادار - بنت میلر برای کارگردانی کاپوتی |
| بهترین بازیگر نقش اول مرد | بهترین بازیگر نقش اول زن |
| فیلیپ سیمور هافمن برای فیلم کاپوتی در نقش ترومن کاپوتی - رالف فاینس برای فیلم باغبان وفادار در نقش Justin Quayle - هیث لجر برای فیلم کوهستان بروکبک در نقش Ennis del Mar - واکین فینیکس برای فیلم سر به راه باش در نقش جانی کش - دیوید استراترن برای فیلم شب به خیر و موفق باشید. در نقش ادوارد مورو | ریس ویترسپون برای فیلم سر به راه باش در نقش جون کارتر - جودی دنچ برای فیلم خانم هندرسون تقدیم می‌کند در نقش Laura Henderson - شارلیز ترون برای فیلم سرزمین شمالی در نقش Josey Aimes - ریچل وایس برای فیلم باغبان وفادار در نقش Tessa Quayle - جانگ تسییی برای فیلم خاطرات یک گیشا در نقش Chiyo Sakamoto / Sayuri Nitta |
| بهترین بازیگر نقش مکمل مرد | بهترین بازیگر نقش مکمل زن |
| جیک جیلنهال برای فیلم کوهستان بروکبک در نقش Jack Twist - دان چیدل برای فیلم تصادف در نقش Graham Waters - مت دیلون برای فیلم تصادف در نقش John Ryan - جرج کلونی برای فیلم شب به خیر و موفق باشید. در نقش Fred W. Friendly - جرج کلونی برای فیلم سیریانا در نقش Bob Barnes                             | تندی نیوتون برای فیلم تصادف در نقش Christine Thayer - برندا بلتین برای فیلم غرور و تعصب در نقش Mrs. Bennet - کاترین کینر برای فیلم کاپوتی در نقش هارپر لی - فرانسیس مک‌دورمند برای فیلم سرزمین شمالی در نقش Glory Dodge - میشل ویلیامز برای فیلم کوهستان بروکبک در نقش Alma Beers                                      |
| فیلم‌نامه اوریجینال | فیلم‌نامه اقتباسی |
| تصادف فیلم نامه‌ای از پل هگیس و رابرت مورسکو - مرد سیندرلایی فیلم نامه‌ای از آکیوا گلدسمن - شب به خیر و موفق باشید. فیلم نامه‌ای از جرج کلونی و گرانت هسلو - هتل رواندا فیلم نامه‌ای از تری جرج - خانم هندرسون تقدیم می‌کند فیلم نامه‌ای از مارتین شرمان                                                   | کوهستان بروکبک فیلم نامه‌ای از لاری مک‌مورتی - کاپوتی فیلم نامه‌ای از دن فوترمن - باغبان وفادار - سابقه خشونت - غرور و تعصب |
| بهترین فیلمبرداری | طراحی لباس |
| خاطرات یک گیشا - کوهستان بروکبک - باغبان وفادار - تصادف - رژه پنگوئن‌ها | خاطرات یک گیشا - چارلی و کارخانه شکلات‌سازی - سرگذشت نارنیا: شیر، کمد و جادوگر - خانم هندرسون تقدیم می‌کند - غرور و تعصب |
| بهترین تدوین فیلم | بهترین گریم و آرایش مو |
| باغبان وفادار - کوهستان بروکبک - تصادف - شب به خیر و موفق باشید. - رژه پنگوئن‌ها | سرگذشت نارنیا: شیر، کمد و جادوگر - چارلی و کارخانه شکلات‌سازی - هری پاتر و جام آتش - خاطرات یک گیشا - غرور و تعصب |
| بهترین طراحی تولید | بهترین صدا |
| هری پاتر و جام آتش - بتمن آغاز می‌کند - چارلی و کارخانه شکلات‌سازی - کینگ کونگ - خاطرات یک گیشا | سر به راه باش - بتمن آغاز می‌کند - باغبان وفادار - تصادف - کینگ کونگ |
| بهترین جلوه‌های ویژه تصویری | بهترین موسیقی |
| کینگ کونگ - بتمن آغاز می‌کند - سرگذشت نارنیا: شیر، کمد و جادوگر - چارلی و کارخانه شکلات‌سازی - هری پاتر و جام آتش | خاطرات یک گیشا – جان ویلیامز - کوهستان بروکبک – گوستاوو سانتائولایا - باغبان وفادار – آلبرتو ایگلسیاس - خانم هندرسون تقدیم می‌کند – جرج فنتون - سر به راه باش – تی بون برنت |
| بهترین فیلم خارجی | بهترین فیلم بریتانیا |
| ضربان قلب من متوقف شده است - Le grand voyage - کریسمس مبارک (فیلم) - Kung Fu Hustle - ساتسی | والاس و گرومیت: نفرین موجود خرگوش‌نما - A Cock and Bull Story - باغبان وفادار - جشنواره - غرور و تعصب |

## بیشترین جوایز
- ۴ / ۹ کوهستان بروکبک
- ۳ / ۶ خاطرات یک گیشا
- ۲ / ۴ سر به راه باش
- ۲ / ۴ سرگذشت نارنیا: شیر، کمد و جادوگر
- ۲ / ۹ تصادف
- ۱ / ۱ ضربان قلب من متوقف شده است
- ۱ / ۱ والاس و گرومیت: نفرین موجود خرگوش‌نما
- ۱ / ۳ هری پاتر و جام آتش
- ۱ / ۳ کینگ کونگ
- ۱ / ۵ کاپوتی
- ۱ / ۵ غرور و تعصب
- ۱ / ۱۰ باغبان وفادار

## فیلم‌هایی که در هیچ رشته برنده نشدند
- ۰ / ۲ رژه پنگوئن‌ها
- ۰ / ۲ سرزمین شمالی
- ۰ / ۳ بتمن آغاز می‌کند
- ۰ / ۴ چارلی و کارخانه شکلات‌سازی
- ۰ / ۴ خانم هندرسون تقدیم می‌کند
- ۰ / ۶ شب به خیر و موفق باشید.